# Гофман, Филипп Карл
Филипп Карл Гофман (нем. Philipp Carl Hoffmann; 5 марта 1769, Майнц — 14 ноября 1842, Висбаден, Германия) — немецкий пианист, альтист и композитор. Брат Генриха Антона Гофмана.

## Биография
Родился 5 марта 1769 года в городе Майнц. Сын Карла Антона Гофмана, придворного в Майнцском курфюршестве. Начал учиться музыке под руководством Иоганна Себастьяна Хольбуша, затем учился у И. Ф. Кс. Штеркеля (клавир) и Георга Антона Кройссера (композиция). Некоторое время также изучал философию и право в Майнцском университете, но не позднее 1789 года оставил учёбу и стал давать уроки клавира. В 1797—1805 гг. жил преимущественно в Оффенбахе, входя в круг Иоганна Антона Андре, затем во Франкфурте, играл на альте в оркестре, преподавал, совершил гастрольные поездки в Австрию и Нидерланды. В 1810—1821 гг. работал как педагог в Санкт-Петербурге, по возвращении снова жил во Франкфурте. Среди учеников Гофмана разных лет — Алоис Шмитт и Фердинанд Хиллер.
Первая композиция Гофмана, три сонаты для скрипки и клавира, была опубликована Бернхардом Шоттом в 1793 году. Напечатаны были полтора десятка его сочинений, преимущественно небольших клавирных пьес. Фортепианный концерт, написанный около 1806 года, остался неизданным.
Помимо музыки Гофман всю жизнь увлекался энтомологией, под конец жизни его коллекция бабочек считалась одной из лучших в Европе.
Композитор скончался 14 ноября 1842 года в Висбадене на 73-м году жизни.